# Усть-Катавський трамвай
Усть-Катавський трамвай — службова діюча трамвайна мережа в місті Усть-Катав, Росія, використовується для обкатки нових вагонів Усть-Катавського вагонобудівного заводу. Була також деякий час міським електротранспортом. Система має найбільший ухил на пострадянському просторі - 112 ‰ (6.39 °), поєднаний з поворотами малого радіусу.

## Історія
- 1973 рік — для обкатки нових трамваїв Усть-Катавського вагонобудівного заводу відкрито рух по одноколійній лінії завдовжки 4 км.

Також на лінії було організовано пасажирський рух. За деякими даними, проїзд дозволявся тільки працівникам УКВЗ. Тому зазвичай Усть-Катав не включають до списку міст з трамвайним рухом.
- 1997 рік — пасажирський рух на лінії припинено.

На середину 2010-х використовується для чартерних пасажирських перевезень в особливих випадках.

## Маршрут
Маршрут починається на заводі УКВЗ і закінчується в місцевості Паранине.